# Galíndez (Segovia)
Galíndez es una localidad perteneciente al municipio de Aldealengua de Pedraza, en la provincia de Segovia, comunidad autónoma de Castilla y León, España. En 2022 contaba con 6 habitantes.

## Demografía
| 9             | 9 | 10 | 10 | 9 | 9 | 10 | 6 | 6 | 6 | 6 |
| (Fuente: INE) |   |    |    |   |   |    |   |   |   |   |